# The Electric Flag
The Electric Flag was een Amerikaanse rockband, die in 1967 werd opgericht door Mike Bloomfield. Ze combineerden blues, rock, soul, country en jazz.

## Bezetting
Oprichters
- Mike Bloomfield (gitaar, percussie)
- Nick Gravenites (zang)
- Harvey Brooks (gitaar, basgitaar)
- Buddy Miles (zang, drums, percussie)
- Barry Goldberg (keyboards)
- Herbie Rich (keyboards, saxofoon)
- Peter Strazza (saxofoon)
- Marcus Doubleday (trompet, percussie)

Laatste bezetting
- Mike Bloomfield (gitaar, percussie)
- Nick Gravenites (zang)
- Roger Troy (basgitaar)
- Buddy Miles (zang, drums, percussie)
- Barry Goldberg (keyboards)

Voormalige leden
- Hoshal Wright (gitaar)
- John Simon (keyboards)
- Harold Hunter (zang, saxofoon)
- Virgil Gonsalves (basgitaar, saxofoon)
- Terry Clements (saxofoon)

## Geschiedenis
Voor zijn project kon Bloomfield Nick Gravenites, Barry Goldberg, Peter Strazza, Buddy Miles, Harvey Brooks, Marcus Doubleday en Herbie Rich winnen. Buiten Rich hadden alle muzikanten al ervaring opgedaan met andere bekende artiesten. Bloomfield en Gravenites kwamen van Paul Butterfield, Goldberg en Strazza hadden samengewerkt met Steve Miller, Miles was een bekende souldrummer, Brooks had zich bewezen bij verschillende folkartiesten, en Doubleday was o.a. te horen op opnamen van The Drifters, Jan & Dean en Bobby Vinton.
De band speelde in 1967 voor de eerste keer op het Monterey Pop Festival. In hetzelfde jaar nam de band de soundtrack op voor de film The Trip van Roger Corman. In april 1968 verscheen hun eerste album A Long Time Comin', dat werd gekenmerkt door ongewone blazersarrangementen. Korte tijd later stapte Bloomfield uit de band en spoedig daarna volgden Goldberg en Strazza. In hun plaats kwamen John Simon van Big Brother and the Holding Company, Terry Clements, Hoshal Wright, Virgil Gonsalves en Harold Hunter bij de band. Ook in 1968 verscheen het weinig succesvolle album The Electric Flag, waarop luide en agressieve soulrock te horen was. In de winter van 1968/1969 werd de band ontbonden. In de film Easy Rider verscheen de song Flash, Bam, Pow, die echter niet werd uitgebracht op de soundtrack van de film.
In 1972 arrangeerden Bloomfield, Miles, Gravenites en Goldberg een reünie van The Electric Flag. Als nieuwe bassist kwam Roger Troy erbij. Het daarbij ontstane album The Band Kept Playing oogstte slechte kritieken, en de band werd wederom ontbonden. Naderhand verscheen het album Groovin' Is Easy met tot dan niet uitgebrachte opnamen.

## Discografie
- 1967: The Trip (Original Motion Picture Soundtrack) (Sidewalk)
- 1968: A Long Time Comin’ (Columbia Records)
- 1968: The Electric Flag: An American Music Band (Columbia Records)
- 1974: The Band Kept Playing (Atlantic Records)
- 1983: Groovin’ Is Easy (Thunderbolt)